# Pygmaelidia bullata
Pygmaelidia bullata är en insektsart som beskrevs av Nielson 1988. Pygmaelidia bullata ingår i släktet Pygmaelidia och familjen dvärgstritar. Inga underarter finns listade i Catalogue of Life.